# Kirstine Meyer
Kirstine Meyer   (Skærbæk, 12 d'octubre de 1861 - Hellerup, 28 de setembre de 1941) fou una física danesa i va ser la primera dona del seu país a obtenir un doctorat en ciències naturals.

## Biografia
Kirstine Bjerrum va néixer a Skærbæk, Dinamarca i va morir a Hellerup. Era filla de Niels Janniksen Bjerrum (1826-1880) i Christiane Degn (1826-1877).
Es va traslladar a Copenhaguen als 18 anys, on va viure amb el seu germà gran, l'oftalmòleg Jannik Petersen Bjerrum (1851–1920). El 1885 es va casar amb el matemàtic Adolph Constantin Meyer (1854-1896) i va prendre el seu cognom. Després de la mort del seu marit el 1896, es va convertir en l'únic progenitor del fill petit de la parella, Johannes.
El 1882, Kirstine Meyer havia obtingut el títol de professora a la N. Zahles Skole. El 1885 va començar els seus estudis a la Universitat de Copenhaguen. El 1893 es va graduar amb un màster en física. En el període 1885-1909, Kirstine Meyer va trebalalr a la N. Zahle Skole com a professora de ciències naturals. El curs acadèmic 1892-93, Kirstine Meyer va ser substituta a la Metropolitanskolen, que era una escola exclusivament masculina i, per tant, no podia obtenir una feina permanent pel fet de ser dona.
Va ser professora d'institut durant molts anys, mentre treballava alhora en la seva formació i investigació en física. Va aconseguir la Medalla d'Or de la Reial Acadèmia Danesa de Ciències i Lletres el 1899 per un treball que examinava si existeix una equació general d'estat per a tots els cossos fluids, Om overensstemmende Tilstande hos Stofferne. Va rebre el seu doctorat. en física per la Universitat de Copenhaguen el 1909, i es va convertir així en la primera dona danesa que es doctorava en ciències naturals al seu país. La seva tesi doctoral, Temperaturbegrebets Udvikling gennem Tiderne ("El desenvolupament del concepte de temperatura a través del temps"), era un tractament en profunditat de la història del concepte de temperatura.
El 1902, Meyer va fundar Fysisk Tidsskrift,la revista danesa de física. Va ser-ne redactora fins al 1913. El 1925 li van concedir la beca de viatge Tagea Brandt Rejselegat.

## Premis i honors
- 1899, Medalla d'Or de la Societat Científica
- 1920, Medalla d'Or al Mèrit
- 1925, Beca de viatge Tagea Brandts

El 9 de desembre de 1986, DSB (la companyia ferroviària danesa) va nomenar la nova locomotora elèctrica, Litra EA 3007, Kirstine Meyer.